# Banditenstreiche
Banditenstreiche är en operett i tre akter med musik av Franz von Suppé och libretto av B. Boutonnier från 1867.

## Historia
Vid premiären den 27 april 1867 på Carltheater i Wien bestod operetten endast av en akt. Librettot var så svagt att ett fiasko var oundvikligt. För att rädda verket omarbetade Ludwig Bender grundligt förlagan till en verk i tre akter med en mer spännande handling. Till detta krävdes naturligtvis ytterligare musik och den sammanställde  August Peter Waldenmaier utifrån Suppés mindre kända operetter. I denna version framfördes verket först 1955 som en "komisk opera".

## Personer
- Lidia, borgmästarens dotter (Sopran)
- Malandrino, rövarhövding (Tenor)
- Gaetano, Lidias brudgum (Baryton)
- Stella, Lidias väninna (Sopran)
- Lelio, en rik yngling (Tenorbuffo)
- Doktor Tondolo, skollärare (Tenorbuffo)
- Babbeo, borgmästare (Basbuffo)
- Spaccamonti, stadsskrivare (Basbuffo)
- Två banditer (Tenor och Baryton)
- En ung rövare (Alt, Byxroll)
- En rövarbrud (Sopran)